# Briseur de cœurs
Albums de Renaud Hantson
 Ne plus dire qu'on est seul  Petit homme
Briseur de cœurs est le 2e album solo de Renaud Hantson sorti en 1988.